# Дрегоєшть (Яломіца)
Дрегоєшть, Дрегоєшті (рум. Drăgoești) — село у повіті Яломіца в Румунії. Входить до складу комуни Дрегоєшть.
Село розташоване на відстані 37 км на північний схід від Бухареста, 65 км на захід від Слобозії, 141 км на південний схід від Брашова.

## Населення
За даними перепису населення 2002 року у селі проживали 925 осіб, з них 924 особи (99,9%) румунів. Усі жителі села рідною мовою назвали румунську.